# Kāraṇḍavyūhasūtra
Il Kāraṇḍavyūhasūtra (sanscrito, lett. Il sūtra che descrive lo scrigno [che custodisce le qualità di Avalokiteśvara], titolo esteso: Avalokiteśvaraguṇakāraṇḍavyūha; cinese: 大乘莊嚴寶王經, Dàshèng zhuāngyán bǎowáng jīng; giapponese: Daijō shōgon hōō kyō; coreano: 대승장엄보왕경, Taesŭng chang'ŏm powang kyŏng; vietnamita: Đại thừa trang nghiêm bảo vương kinh; tibetano: ཟ་མ་ཏོག་བཀོད་པའི་མདོ, Za ma tog bkod pa’i mdo) è un sūtra del buddismo Mahāyāna inserito al T.D. 1050 del Canone buddista cinese e al Toh. 116 del Canone buddista tibetano.
Si presume che questo testo buddista sia stato composto nella regione del Kashmir verso la fine del IV o agli inizi del V secolo.
È il testo più antico giunto a noi in cui è presente il celeberrimo mantra diffuso soprattutto nel buddismo tibetano, OṂ MAṆI PADME HŪṂ (ཨོཾ་མ་ཎི་པ་དྨེ་ཧཱུྃ). 